# Villa de la Tour
La villa de la Tour est une voie privée du 16e arrondissement de Paris, en France.

## Situation et accès
La villa de la Tour est une voie privée située dans le 16e arrondissement de Paris. Elle débute au 96 bis, rue de la Tour et se termine au 17-19, rue Eugène-Delacroix.
Le quartier est desservi par la ligne 9 à la station Rue de la Pompe.

## Origine du nom

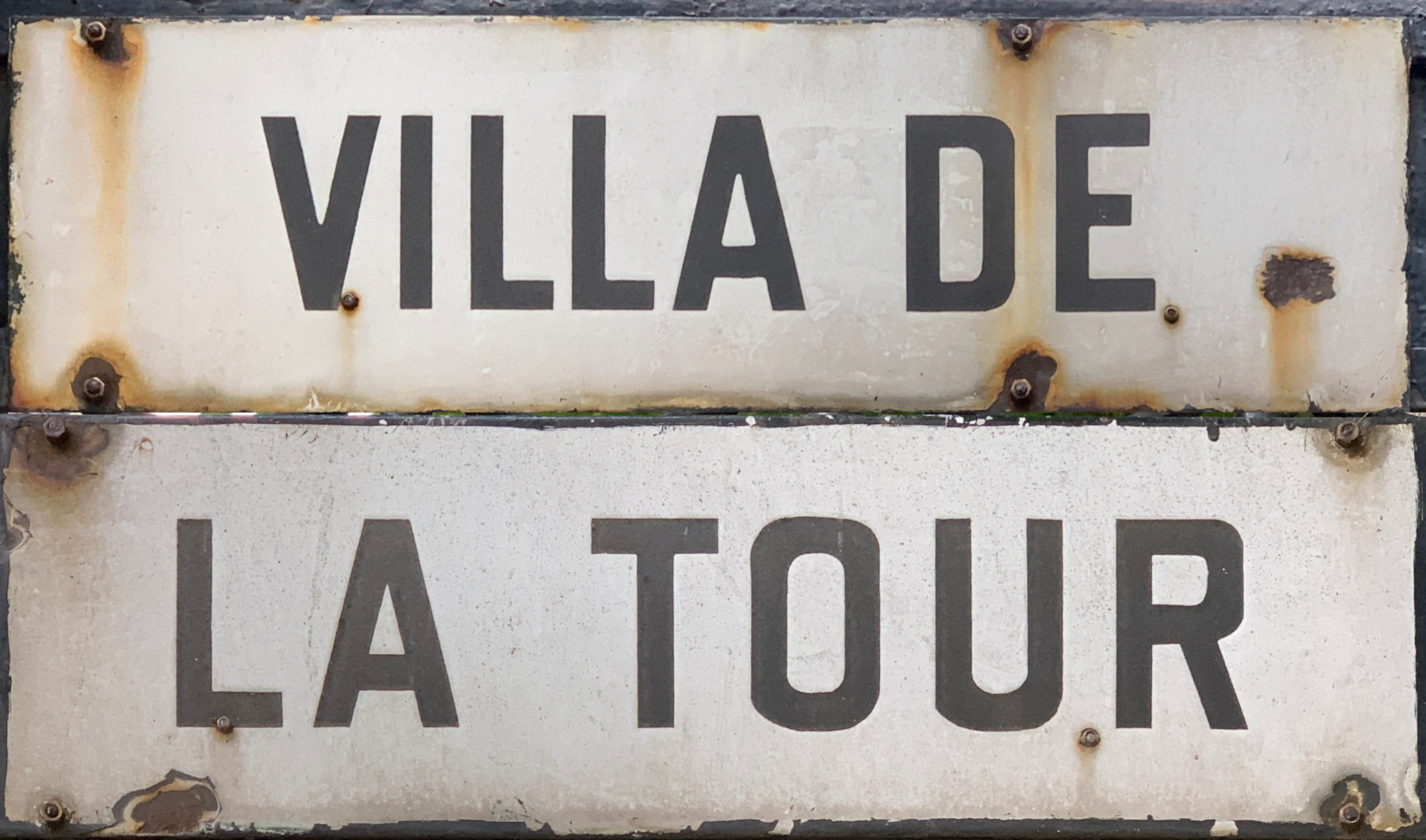
Plaque de la voie.

La villa est ainsi nommée en raison de son voisinage avec la rue de la Tour. Le nom de cette dernière vient d'un moulin aménagé sur une tour située derrière les murs de l'actuel 86 rue de la Tour. D'abord donc dénommée « rue du Moulin-de-la-Tour », elle devient « rue de la Tour » à la démolition du moulin,.

## Historique
Cette voie est créée sous sa dénomination actuelle en 1874 par Souchier. Ce dernier est également à l'origine de la villa Souchier, dont l'entrée se fait aussi rue Eugène-Delacroix,.

## Bâtiments remarquables et lieux de mémoire

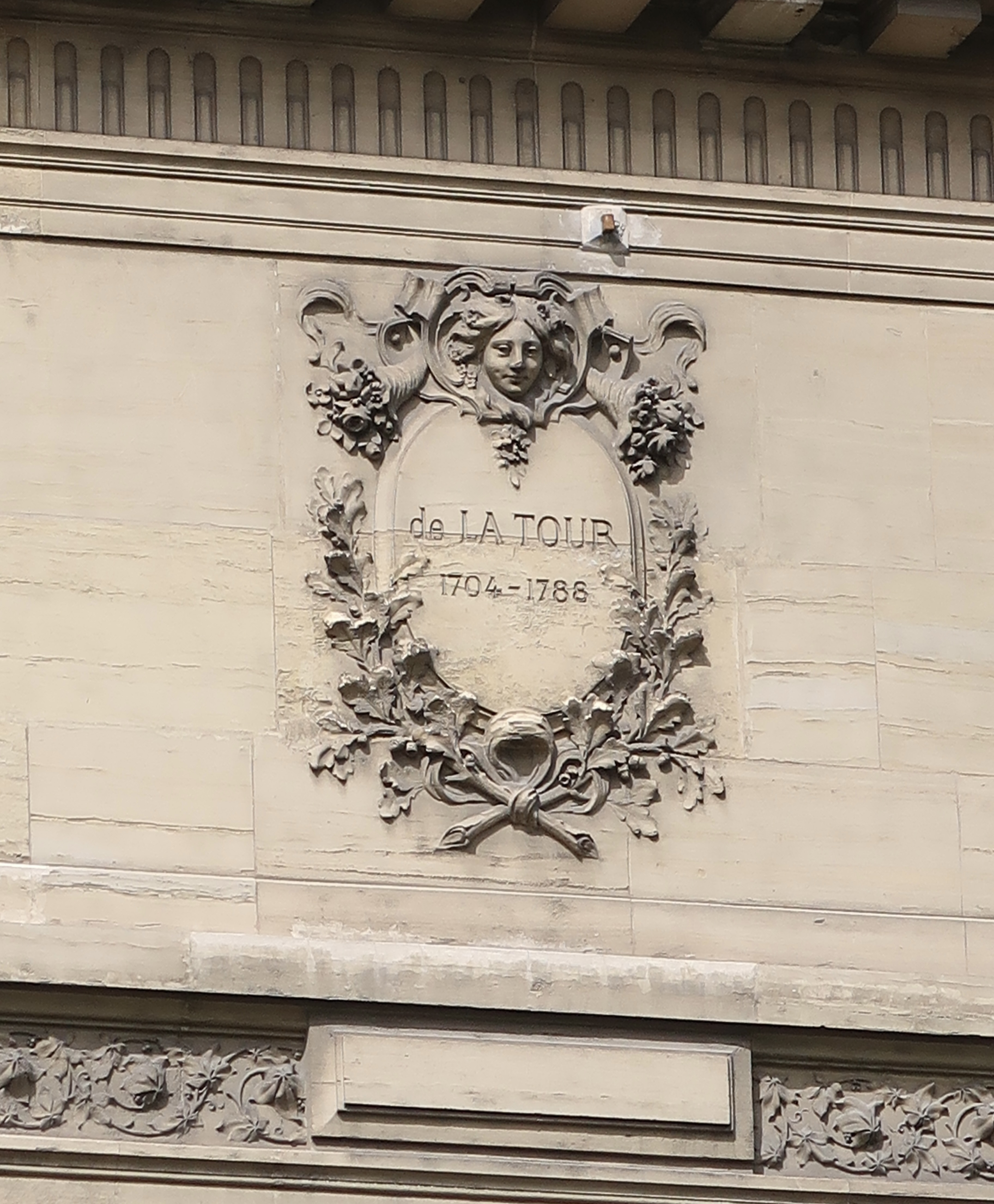
Inscription gravée.

- No 8 : l'homme politique Jean Jaurès a vécu à cette adresse de la villa de la Tour[1],[4] et c'est là que son corps a été ramené le 31 juillet 1914[5] après son assassinat au Café du Croissant, au 146, rue Montmartre, par Raoul Villain[6].
- Au croisement avec la rue de la Tour, au niveau de son no 98 (côté villa et non côté rue), se trouve une inscription gravée en hauteur : « de la Tour 1704-1788 », dates qui correspondent à celles de la naissance et de la mort du peintre Quentin de La Tour, même si la toponymie donne un sens différent au nom de la rue (cf. supra).

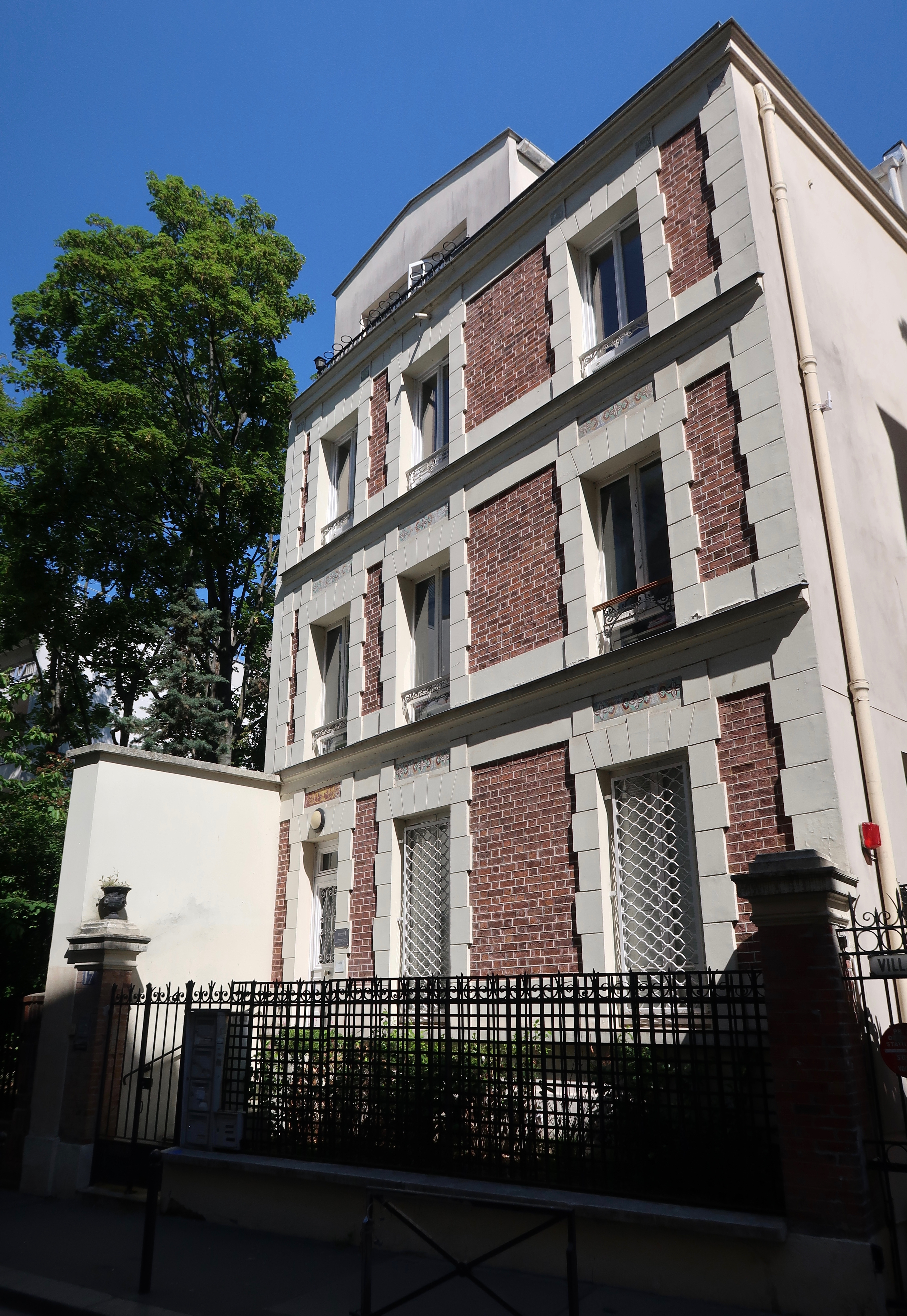
No 17 rue Eugène-Delacroix, au coin de la villa.
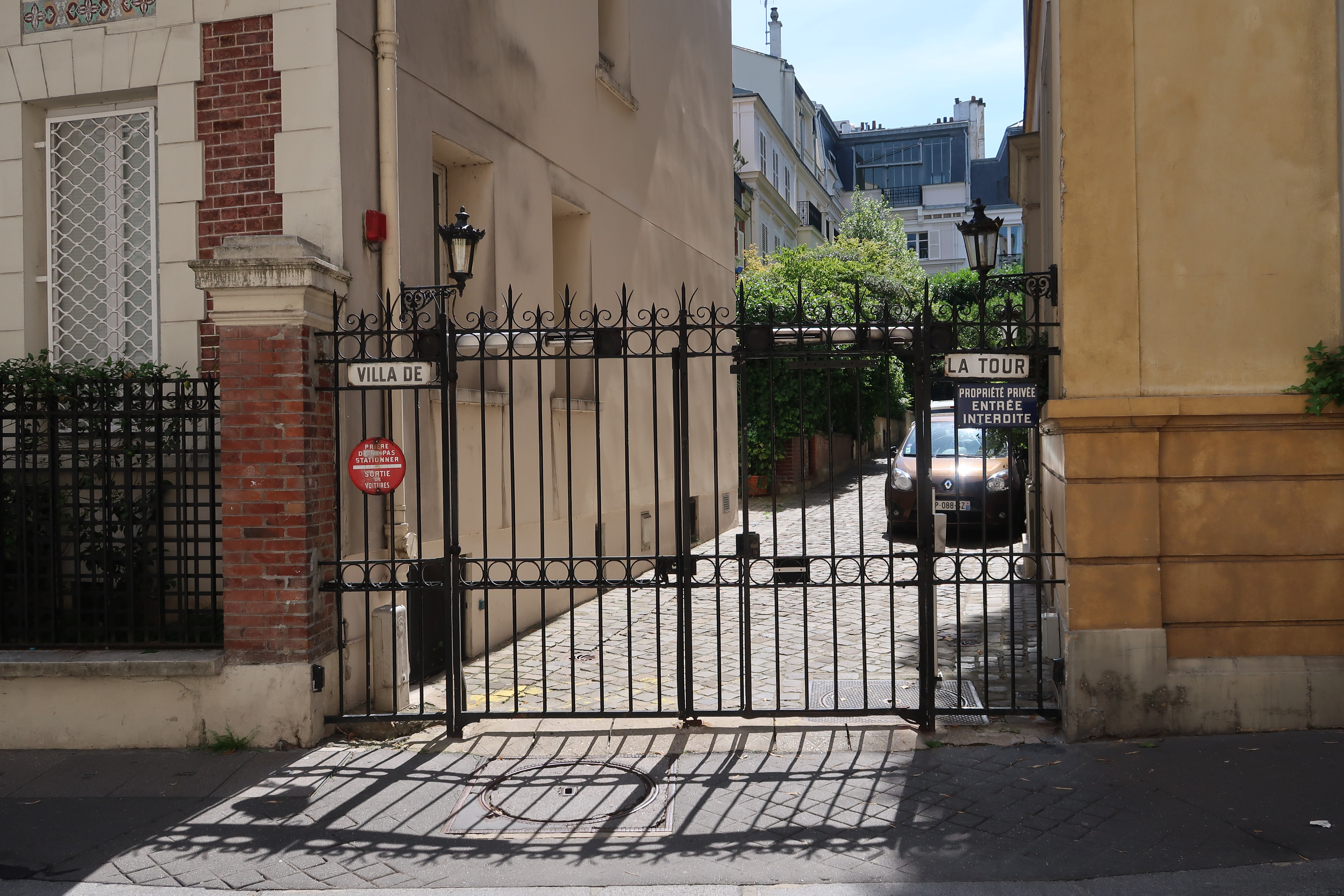
Seconde entrée, rue rue Eugène-Delacroix.